# Montigny-en-Arrouaise
Montigny-en-Arrouaise település Franciaországban, Aisne megyében. Lakosainak száma 317 fő (2022. január 1.). Montigny-en-Arrouaise Aisonville-et-Bernoville, Bernot, Étaves-et-Bocquiaux, Fieulaine, Hauteville és Noyales községekkel határos.

## Népesség
A település népességének változása:
| Lakosok száma | 303  | 296  | 300  | 285  | 309  | 301  | 291  | 295  | 302  | 317  |
|               | 1968 | 1982 | 1990 | 2006 | 2013 | 2015 | 2017 | 2019 | 2020 | 2022 |